# Erlösung (Roman)
Erlösung (im dänischen Original: Flaskepost fra P wörtlich: Flaschenpost von P) ist ein Thriller des dänischen Schriftstellers Jussi Adler-Olsen. Die Originalausgabe des dritten Werks einer Krimibuch-Reihe zur Carl-Mørck-Dezernat-Q-Serie erschien 2009 in Dänemark. 2016 erfolgte mit Erlösung eine Verfilmung.

## Handlung

### Klappentext
Der Hilfeschrei im Inneren einer verwitterten Flaschenpost blieb jahrelang unentdeckt. Dann landet die Botschaft im Sonderdezernat Q für unaufgeklärte Fälle. Ihre mühsame Entzifferung führt Carl Mørck und seinen Assistenten Assad auf die Spur eines entsetzlichen Verbrechens: Der Hilfeschrei, mit menschlichem Blut geschrieben, ist offenbar das letzte Lebenszeichen zweier Jungen, die Jahre zuvor entführt worden waren. Doch wer sind diese Jungen? Warum haben ihre Eltern nie eine Vermisstenanzeige aufgegeben? Sind sie womöglich noch am Leben? Bald steht fest: der Täter läuft noch immer frei herum.

### Inhalt
Inhaltlich geht es im Roman „Erlösung“ um einen in seiner Kindheit traumatisierten Soziopathen, welcher unterschiedliche Identitäten annimmt, nach einem bestimmten Schema Kinder entführt und deren Eltern erpresst. Einige Kinder werden von ihm getötet.
Die Geschichte beginnt mit dem Eingang eines Paketes, welches in Schottland vom Polizeitechniker Gilliam Douglas in Edinburgh an das Kopenhagener Sonderdezernat Q aufgegeben wurde. Das Paket enthält einen Fund, den die schottische Polizei im Netz eines Fischtrawlers gemacht hat. Es sind Glassplitter sowie ein Brief, der mit menschlichem Blut geschrieben wurde. Da der Brief auf Dänisch geschrieben wurde, bitten die britischen Kollegen das Kommissariat um Carl Mørck um Amtshilfe. Die Flaschenpost stammt aus dem Jahr 1996 und wurde von einem Fischer bei der lokalen Polizei in John o’ Groats, Grafschaft Caithness an der Nordostspitze Schottlands abgegeben. Die Flasche gelangt über Umwege auf das Polizeirevier Wick. Der Polizeibeamte, der die Flaschenpost annahm, kommt bei einem Einsatz ums Leben, und die Flasche wird vergessen. Später wird die Flasche von einer Computerexpertin wiedergefunden. Sie kann den Teerpropfen, der die Öffnung verschließt, nicht öffnen und zerbricht die Flasche, um an den Inhalt zu gelangen. Da der Brief mit Blut verfasst wurde, wird das Beweismittel erneut der Polizei übergeben und gelangt schließlich in das Sonderdezernat Q, welches die verblasste, kryptische Botschaft des Textes, den man auf einem ultravioletten Foto festgehalten hat, am Anfang nicht entziffern kann. Im Jahr 1996 sind keine Entführungsfälle aktenkundig, so dass die Angelegenheit nicht weiter ermittlungstechnisch verfolgt wird.
Der Ort der Handlung wechselt nach Roskilde in Dänemark zur Familie Claus und Mia Larsen, zusammen mit ihrem Sohn Benjamin. Der Familienvater Claus Larsen führt offensichtlich ein Doppelleben. Seiner Frau gegenüber macht er keine Angaben über den Ort seiner Geschäftsreisen. In Wahrheit späht Larsen Familien aus, um sich deren Kinder zu bemächtigen. Zu seinem Beuteschema gehören wohlhabende und kinderreiche Familien, die sich zu einer Freikirche oder Sekte bekennen. Zu seinem Tatmuster gehört die Entführung von zwei Kindern. Von deren Eltern verlangt er dann eine Million Kronen als Lösegeld, welches von der Familie in einem Sack verpackt aus einem Zug geworfen werden soll. Stets ermordet er das jüngere der Kinder und lässt das ältere frei, nachdem er dieses mit einem Schweigegelübde eingeschüchtert hat.
In die Geschichte eingeführt wird der Handlungsstrang um die Familie des wohlhabenden Unternehmers Jens „Joshua“ Krogh und seiner jungen Frau Lisa „Rachel“ Krogh, die in der Nähe von Dollerup lebt. Die beiden haben zusammen fünf Kinder: Josef (18), Samuel (16), Miriam (14), Magdalena (12) und Sarah (10) und sind streng gläubige Mitglieder in der „Kirche der Gottesmutter“. Lisa, die sich nach biblischem Vorbild „Rachel“ nennt, hatte zuvor sieben Jahre lang in Afrika gelebt und wurde in Liberia von Soldaten der Nationalen Patriotischen Front vergewaltigt. Lisa gelang es, ihre Vergewaltiger zu töten und über die Elfenbeinküste nach Dänemark zu fliehen. Zurück in ihrer Heimat machte sie Bekanntschaft mit dem Landmaschinenunternehmer Jens Krogh, nennt sich fortan Rachel und bekehrt sich zur Kirche der Gottesmutter.
Der Täter lernt nach einem bestimmten „Beuteschema“ die geschiedene Isabel Jønsson (52 Jahre alt) kennen. Sie ist ideal für sein Vorhaben: IT-Beauftragte bei der Stadt Viborg und getrennt lebend von ihren erwachsenen Kindern. Der Kindesentführer hat zur Tarnung die Identität von Mikkel Laust angenommen und zieht zu Isabel. In Dollerup benutzt der Verbrecher den Namen Lars Sørensen und lässt sich zum Schein in die Sekte Kirche der Gottesmutter aufnehmen. Bei diesem Anlass erschleicht er sich das Vertrauen der Familie Krogh. Er benötigt für die Ausübung seiner Tat die Tarnung nicht länger und trennt sich eines Nachts von Isabel mit der Begründung, sie sei zu alt für ihn. Sie hatte zuvor entdeckt, dass sich ihr Liebhaber Mikkel Laust Zugang zu ihrem E-Mail-Account verschafft hat. Daraufhin wird sie misstrauisch und sucht in Lausts persönlichen Gegenständen einen Aufschluss über seine Identität. Sie entdeckt Ausweise und Kreditkarten, die auf den Namen Mads Christian Fog in Ferslev bei Skibby auf Seeland ausgestellt worden sind.
Laust zieht mit gepackter Reisetasche aus Isabels Reihenhaus aus und als „Sørensen“ holt er die Kinder Samuel und Magdalena Krogh mit dem Auto, angeblich zu einem Karatetreffen, ab. Auf einem verlassenen Feldweg überwältigt Sørensen die beiden Kinder mit Chloroform und fesselt sie. Er bringt sie in das Bootshaus Vibehof bei Jægerspris im Waldgebiet Nordskovenk – ein Anwesen, von dessen Existenz seine Ehefrau nichts weiß. Als Lösegeld verlangt er von den Eltern eine Million Kronen. Er plant, Magdalena zu töten und ihre Leiche mit Ätznatron aufzulösen.
Mia Larsen möchte mehr über die geheimnisvolle Vergangenheit ihres Mannes wissen und entdeckt in ihrem Haus Umzugskartons, die ihm gehören, und öffnet diese. Ihr Mann überrascht sie dabei und verdächtigt wiederum sie, eine Affäre mit einem anderen Mann zu haben. Es kommt zu einem handfesten Streit. Er schlägt sie nieder. Mia wird von den Umzugskartons begraben und kann nicht mehr fliehen. Darüber hinaus schließt Claus sie in dem Kellerraum ein.
Aus Angst, dass sein Doppelleben jetzt auffliegen könnte, setzt er seinen Sohn Benjamin bei seiner blinden Schwester Eva und seinem Schwager Willy Bremer ab, die in einem abgeschiedenen Landhaus in der Nähe von Årup auf Fünen wohnen. Claus bittet Eva, auf Benjamin aufzupassen, da Mia angeblich schwer verletzt im Krankenhaus liegt. Als Unterstützung erhöht er ihr einen monatlichen Zuwendungsbeitrag.
Die Lebensgeschichte des Täters Claus Larsen und seiner Schwester Eva wird aufgerollt. Die beiden kommen aus einer bigotten Pfarrersfamilie, die unter dem strengen Regiment des Vaters zu leiden hatte. Claus imitierte zum Ärger seines Vaters den Schauspieler Charlie Chaplin, was in dessen Augen „Teufelswerkzeug“ darstellt und woraufhin er als Züchtigung seinen Sohn schwer misshandelte. Nach dem fünfzehnten Geburtstag von Claus Larsen kommt es zu einem Zwischenfall: Claus, der sich erneut in die Rolle von Charlie Chaplin versetzt, wird von seinem Vater geschlagen, beschimpft, bespuckt und soll zur Strafe mit Reinigungsmittel die Wände scheuern. Als Protest lässt er den Inhalt der Flasche auf dem Boden auslaufen. In einem Wutanfall schlägt ihm sein Vater die Flasche aus der Hand. Dabei gelangt die aggressive Substanz seiner Tochter Eva ins Gesicht, die dadurch erblindet. Claus wird daraufhin in ein Erziehungsheim geschickt.
Nach seiner Rückkehr aus dem Erziehungsheim stellt Claus fest, dass seine Mutter mit einem anderen Mann, einem verwitweten Schornsteinfeger, und deren zwei Töchtern zusammenlebte. Der junge Claus beobachtet aus pubertärer Neugier seine nackten Stiefschwestern, wird aber von seiner leiblichen Schwester Eva verraten. Der neue Stiefvater und seine Mutter züchtigen den Jungen, indem sie ihn mit einem Kreuz schlagen. Aus Rache vergiftet Claus beide mit Schlaftabletten und aus Verzweiflung begehen die beiden Schwestern Selbstmord. Die Polizei geht davon aus, dass die Eltern ebenfalls Suizid begangen haben.
Die Handlung spielt wieder in der Gegenwart. Claus fährt zu seinem Landsitz bei Ferslev, seinem bevorzugten Aufenthaltsort während der Entführungen und Erpressungen. Der eigentliche Besitzer des Bauernhofes, Mads Christian Fog, dessen Identität er manchmal annimmt, wurde von ihm vor zehn Jahren ermordet.
Die Assistenten von Carl Mørck, Hafez el-Assad und Yrsa Knudsen, die ihre erkrankte Zwillingsschwester Rose im Sonderdezernat vertritt, haben die Botschaft in der Flaschenpost entziffert: „Wir wurden am 16. Februar 1996 entführt […] An der Bushaltestelle Lautropvang in Ballerup […].“ Bei Nachforschungen kommt das Team vom Sonderdezernat Q einem Fall aus dem Jahr 1996 auf der Spur, als ein gewisser Poul Holt, 18 Jahre alt und Student an der Lautrupgårdschule, in Ballerup verschwand. Holt litt unter dem Asperger-Syndrom.
Bei seinen Ermittlungen macht Carl Mørck die Familie Holt ausfindig, die sich in Hallabro, Blekinge in Südschweden niedergelassen hat. Martin Holt und seine Ehefrau haben zusammen fünf Kinder: Poul (31 Jahre), Mikkeline (26 Jahre), Tryggve (24 Jahre), Ellen (16 Jahre) und Henrik (15 Jahre). Martin Holt verweigert sich einer Befragung durch Mørck. Also führt der Kommissar bei Martins Sohn Tryggve Holt und seiner Freundin Lillemor Bentsson eine Zeugenbefragung durch. Tryggve erinnert sich an das Jahr 1996 zurück, als er und sein Bruder Poul entführt wurden. Es stellt sich heraus, dass der Entführer ein Bekannter der Familie Holt war, der die Kinder in einem Bootshaus gefangen hielt und Lösegeld erpressen wollte. Poul wollte auf ihre Lage aufmerksam machen, schrieb mit seinem Blut einen Hilferuf auf einen Zettel und warf diesen als Flaschenpost ins Wasser. Während Poul vom Entführer ermordet wurde, kam Tryggve unter der Androhung, über die Ereignisse zu schweigen, frei.
Nachdem Joshua Krogh bereits vorzeitig seine Steuerschuld beglichen hatte, hat er keine finanziellen Mittel mehr, um das Lösegeld für Samuel und Magdalena aufzubringen. Er bemüht sich, das Geld von der Stadt Viborg zurückzufordern, da es angeblich aufgrund eines Computerfehlers irrtümlich überwiesen wurde. Die IT-Beraterin Isabel Jønsson hilft ihm bei der Fehlersuche. Isabel begegnet Rachel Krogh. Auf einem Foto erkennt sie einen Mann wieder, der anscheinend bei der Entführung eine Rolle spielt. Sie finden heraus, dass der Täter mehrere Identitäten benutzt. Die beiden Frauen entdecken eine seiner Adressen in den Fahrzeugpapieren des Lieferwagens. Diese Spur führt nach Ferslev. Isabel möchte den Täter in eine Falle locken und ihn dadurch provozieren, indem sie nicht das Lösegeld übergibt, sondern Kleidungsstücke des Verbrechers.
Zusammen mit Joshua Krogh bereiten sie die Lösegeldübergabe vor. Während Isabel und Rachel mit dem Auto dem Zug folgen, sitzt Joshua in einem der Waggons mit dem Lösegeld und wartet auf ein verabredetes Blinkzeichen des Entführers. Um auf sich aufmerksam zu machen, durchbrechen die Frauen eine Mautstation an der Belt-Brücke und ziehen damit die Verfolgung von Polizeistreifenwagen auf sich. Über Mobiltelefon berichtet Joshua, dass der Entführer das verabredete Lichtzeichen über ein Stroboskop ausgesandt hat. Rachel und Isabel können dem Wagen des Entführers folgen. Über Joshuas Handy meldet sich eine Stimme, die bekannt gibt, dass der Besitzer des Handys an einem Herzinfarkt erlegen sei. Rachel rammt das Fahrzeug des Entführers, doch der kann sie zunächst abhängen. Er fährt auf den Wagen der beiden Frauen auf und verursacht einen schweren Verkehrsunfall. Bei Lindebjerg Lynge überschlägt sich das Fahrzeug von Isabel und Rachel mehrmals. Isabel hängt mit dem Kopf nach unten im Wrack des Autos, als der Täter sie entdeckt. Doch bevor er sie töten kann, nähern sich Polizeifahrzeuge und retten die Frau. Der Entführer entkommt.
Um Spuren zu verwischen, verursacht Claus Larsen in seinem Haus in Ferslev eine Gasexplosion. Carl Mørck und Hafez el-Assad entdecken die Spuren des Verkehrsunfalls bei Lindebjerg Lynge und versuchen die schwer verletzten Frauen auf der Intensivstation im Kopenhagener Rigshospital zu verhören. Nach Aussage der behandelnden Ärzte hat Isabel trotz schwerer Verletzung eine gute Chance durchzukommen; nur bei Rachel gibt es wenig Hoffnung auf ein Überleben. Isabel ist derzeit nicht in der Lage, sich zu bewegen, zu sprechen oder zu sehen. Mørck begegnet Isabels Bruder Karsten Jønsen, der von einem Arzt für eine weitere Untersuchung aus dem Krankenzimmer gebeten wurde. Isabel merkt an der Stimme, dass es sich beim Arzt um den Mörder Larsen handelt, und gerät in Panik, was sich am Ausschlag und Signaltönen der medizinischen Messgeräte bemerkbar macht. Der Arzt alias Larsen will Isabel mittels einer Luftinjektion töten. Er trifft die Vene jedoch nicht und wird von einer Krankenschwester überrascht. Larsen schlägt die Schwester nieder und flieht. Rachel stirbt im gleichen Moment. Carl Mørck, Hafez el-Assad und Karsten Jønsen versuchen von Isabel eine brauchbare Täterbeschreibung in Erfahrung zu bringen, doch sie ist nicht in der Lage, zu sprechen oder zu schreiben. Nur Assad, dessen Vater an Aphasie litt und an dessen Sprechweise er sich gewöhnt hatte, kann sie verstehen und vernimmt das vermutliche Kennzeichen des Lieferwagens und die Adresse in Ferslev. Diese Spur führt ins Leere, da sowohl das Haus als auch der Lieferwagen bei dem Brand zerstört wurden. Larsen geht davon aus, dass seine Frau Mia zwischen den Umzugskisten mittlerweile zu Tode gekommen ist, und nimmt sich vor, die Kinder im Bootshaus zu töten und ihre Leichen in einem mit Natronlauge versetzten Öltank aufzulösen. Des Weiteren plant er zusammen mit seinem Sohn Benjamin eine Flucht nach Bulgarien, um von dort aus mit neuer Identität auf die Philippinen auszuwandern und dort eine neue Existenz zu gründen.
Carl Mørck geht einer Spur nach, die ihn mit seinem Assistenten Assad zu einer Bowlingbahn nach Roskilde führen. Sie verdächtigen einen gewissen René Svend, der mit illegalen Kinderadoptionen in Verbindung gebracht wird. Es kommt während einer Bowlingveranstaltung zu einer Auseinandersetzung, bei der René Svend umkommt. Mørck findet heraus, dass Svend ein Alibi hat und zur Tatzeit im Krankenhaus nicht anwesend war. Bei der Personenüberprüfung des Bowlingspielers René Henriksen finden sie heraus, dass seine Personennummer nicht stimmig ist. In seiner Sporttasche finden sie Quittungen der Danske Bank, die auf einen gewissen Claus Larsen in Roskilde ausgestellt sind. Mia Larsen, die sich immer noch gefangen im Abstellraum aufhält, versucht mit einem Feuerzeug die Umzugskartons anzuzünden und ihrem Leben ein Ende zu bereiten. Im letzten Moment wird sie von Kriminalbeamten gerettet. Neue Hinweise geben Aufschluss darauf, dass sich Entführer und Kinder auf dem Vibehof bei Jægerspris aufhalten. Carl und Assad können die Kinder befreien, werden danach jedoch von Larsen mit einem Holzhammer niedergeschlagen. Die Polizisten liegen am Boden und können sich nicht mehr wehren. Im entscheidenden Moment erschlägt der gekidnappte Junge seinen Peiniger mit dem Hammer.
Eva Larsen und ihr Mann Willy beschließen, ihren Neffen Benjamin zu adoptieren. Da erscheint Mia Larsen und holt ihren Sohn wieder zu sich.

## Figuren
- Carl Mørck: Vizekriminalkommissar, Hauptperson
- Hafez el-Assad: Mørcks Assistent
- Rose Knudsen: Mørcks Assistentin
- Yrsa Knudsen: Roses Zwillingsschwester
- Marcus Jacobsen: Mørcks Vorgesetzter
- Lars Bjørn: Jacobsens Stellvertreter
- Gilliam Douglas: Polizeitechniker aus Edinburgh
- David Bell: Polizeisergeant
- Miranda McCulloch: IT-Expertin
- Claus Larsen (alias „Chaplin“): der Mann ohne Namen, Täter, alias „Mikkel Laust“, alias „Lars Sørensen“, alias „Mads Christian Fog“ (Landwirt, der von Larsen ermordet wird und dessen Identität er annimmt)
- Mia Larsen: Claus’ Ehefrau
- Benjamin Larsen: Sohn von Claus und Mia
- Eva Larsen: Claus’ leibliche Schwester
- Jens „Joshua“ Krogh: Unternehmer eines Landmaschinenverleihs
- Lisa „Rachel“ Krogh: Jens’ Ehefrau
- Josef, Samuel, Miriam, Magdalena und Sarah Krogh: ihre Kinder
- Isabel Jønsson: Witwe und IT-Beauftragte bei der Stadt Viborg
- Lars Brande, René Henriksen und René Svend: Bowlingspieler

## Charakteranalyse

### Figur des Protagonisten
Auch im dritten Band spielen die Figuren des Sonderdezernates Q die zentrale Hauptrolle.

„Carl Mørck und Assad sind endgültig zu den erfolgreich Verbrechen bekämpfenden Pat und Patachon ihrer Generation geworden. Jussi Adler-Olsen entwickelt die Geschichte seiner Protagonisten weiter, ohne dass es aufgesetzt wirkt; er baut Geheimnisse, Macken und Neurosen ein, erlaubt sich den Luxus manches nicht aufzulösen und sorgt immer wieder durch knappe, sarkastische Scherze für Bodenhaftung. Gleichzeitig bringt er mit dem seltsamen Paar Rose/Yrsa einen fast surrealistischen Zug umgeben von einem Hauch alltäglichen Wahnsinns ins Spiel; bleibt auch hier süffisant im Vagen, indem er – ganz skandinavisch – seine Figuren manche Themen nicht ansprechen lässt.“

### Figur des Antagonisten
Im Mittelpunkt steht die Figur des Entführers, eines gewissen Claus Larsen, der es versteht, durch den Wechsel seiner vielschichtigen Identitäten in immer neue kleinbürgerliche Verhältnisse einzudringen, um durch Manipulation und Verstellen seiner Persönlichkeit Vertrauen zu erwecken, das er zur Durchführung seiner kriminellen Pläne benötigt. So nutzt er geschickt sein Äußeres und seine weltmännische Art, um Frauen, nach denen er nach einem ganz bestimmten Raster sucht, von sich abhängig zu machen. Die Fassade ist Voraussetzung, um sich streng religiösen Familien zu nähern, deren Kinder er entführt.

„Jussi Adler-Olsen gesteht dem Mann ohne Namen, der sich selbst »Chaplin« nennt, viel Raum ein. Er erzählt eine Familiengeschichte, innerhalb derer ein misshandeltes Opfer langsam zum Täter mutiert. Die Grenzen sind, wie so oft, fließend, und die Entwicklung, die Chaplin nimmt, keineswegs zwangsläufig. Er ist ein kluger Kopf, dem von klein auf eingebläut wurde wie geschlossene, religiös orientierte Gemeinschaften funktionieren. Als Erwachsener macht er sich dieses Wissen auf perfideste Weise zunutze. Sein auf Erpressung und Mord basierendes System funktioniert, da die jeweiligen Mitglieder der Gemeinden, die Chaplin infiltriert, genau auf diese äußeren Reize reagieren. Sie sind es nicht anderes gewohnt. […] Fanatismus, Unterdrückung, mangelnde Kommunikationsfähigkeit machen es Menschen wie Chaplin erst möglich, ihre Mischung aus Obsession und Kalkül auszuleben. Dabei ist Chaplin kein überragendes Genie des Bösen, sondern lediglich ein Kontrollfreak, der seine Lektionen gelernt hat. Der in einer Welt des Leidens aufgewachsen ist und genau dieses Leiden zurückbringt in die Welt. Der sich keine Gedanken um Mitleid, Liebe und Schmerz macht, sondern sein Umfeld nur aus einer Sicht betrachtet: wie ziehe ich meinen größtmöglichen individuellen Nutzen daraus?“

## Zitat
„In der darauffolgenden Nacht sorgte er dafür, dass seine Gastgeberin und vorübergehende Geliebte immer haarscharf vor dem Orgasmus blieb. Genau in den Sekunden, bevor sie endgültig den Kopf in den Nacken legte und bis tief ins Zwerchfell atmete, zog er seine Finger geschickt aus ihrem Schoß und ließ sie in dieser knisternden Hochspannung einfach liegen. Er stand schnell auf und ließ Isabel Jønsson allein mit der Entscheidung, wie die Spannung am besten zu entladen sei. Sie war verwirrt aber das war der Sinn der Sache. Über ihrem kleinen Reihenhaus schoben sich immer wieder dunkle Wolken vor dem hellen Mond. Er stand nackt auf der Terrasse, rauchte und beobachtete das Schauspiel am Himmel. Die folgenden Stunden würden nach dem ihm wohlbekannten Muster ablaufen. Erst der Streit. Dann würde die Geliebte eine Erklärung fordern, warum Schluß war und warum gerade jetzt. Sie würde flehen und schimpfen und wieder flehen, und er würde antworten, und anschließend würde sie ihn auffordern, seine Sachen zu packen. Und dann wäre er aus ihrem Leben verschwunden.“

## Rezensionen
Die Rezension zu „Erlösung“ fallen nicht mehr so einstimmig positiv aus wie noch zum ersten Fall „Erbarmen“. Bestimmte Handlungsmuster wie beispielsweise der Showdown zwischen Täter, Mørck und Assad im finalen Kapitel sind in ihrer Art bereits aus den ersten beiden Bänden bekannt.
Kritisiert wird häufig die Anzahl von Handlungssträngen, die der Geschichte nicht immer förderlich sind.
Fast alle Rezensionen haben gemeinsam, dass die Figur des Antagonisten auf eine faszinierende Weise dargestellt sei.

„In dem Kriminalroman ‚Erlösung‘ von Jussi Adler-Olsen, dem dritten ‚Fall für Carl Mørck, Sonderdezernat Q‘ steht nicht die Arbeit der Ermittler, sondern das Vorgehen des Täters im Zentrum. Für dessen Motivation liefert Jussi Adler-Olsen allerdings nur küchenpsychologische Klischees. Dabei verliert der Autor sich in zahlreiche Nebenhandlungen, die zum Teil auch nur angerissen werden, an Ereignisse in den vorangegangenen Bänden ‚Erbarmen‘ bzw. ‚Schändung‘ anknüpfen und für die eigentliche Geschichte keine Bedeutung haben. Trotzdem ist ‚Erlösung‘ ein spannender Thriller.“

„Jussi Adler-Olsen ist kein besonders filigraner Autor, aber ein höchst kraftvoller. Erlösung macht keinen Hehl daraus, dass in repressiven, von fatalistischem Glauben geprägten Strukturen, genau diese Erlösung nie eintreten wird. Auch hier ist Adler Olsen klug genug, nicht einfache Rezepte wie Rache und Genugtuung als Lösung anzubieten. Wenn der Roman seinem Ende entgegen taumelt, wird es fast nur Verlierer geben. Lediglich eine Geste der Versöhnung bleibt als Hoffnungsschimmer. So viel zum Verbrechen. Welches der Autor in einem Gespinst aus Unterdrückung, Fanatismus und ignoranter Weltvergessenheit verortet. Adler-Olsen verschweigt natürlich nicht, dass es für all diese Verhaltens- und Denkweisen Gründe gibt. Die Opfer spielen dem Täter zwar in die Hand, lassen es zu, dass er sie und ihr Leben beherrscht, selbst lange Zeit nachdem das Verbrechen verübt wurde. Aber sie werden nie zu Handlangern einer allzu publikumsgefälligen Spannungsdramaturgie. Sie bleiben glaubwürdiges Produkt ihrer von außen produzierten, aber aus der Sehnsucht nach innerer Sicherheit geborenen Unmündigkeit. Der desillusionierende Schlussakt ist immanent durchaus glaubwürdig, aber in seiner Entwicklungsstruktur nicht weit von Erbarmen und Schändung entfernt. So kann man sich entweder an der Beständigkeit des Autors erfreuen, oder für’s nächste Buch eine Variante herbeiwünschen.“

„Jussi Adler-Olsens Markenzeichen sind ausführliche Schilderungen brutaler Verbrechen, genaue Charakterstudien seiner Figuren und eine gute Portion Humor.“

„Worum geht es in „Erlösung“? Um einen Massenmörder. Aber Satan bricht ein in diese Welt. So kommt er ins Spiel. Er hat viele Namen, und keiner ist echt. Er hat viele Gesichter, und keines ist seins. Aber eine Mission hat er, der selbst Opfer einer solchen wurde. Sein Vater war Pfarrer, und zwar einer der Sorte, der Frau und Kindern die Gottesfurcht und das rechte Leben einprügelte. Lachen war verboten, Chaplin eine Hassfigur. Als der Vater Comics fand, kippte die Situation. Für diese Demütigungen rächt er sich nun an Sektenmitgliedern, von denen es im Dänemark Adler-Olsens reiche Auswahl gibt. Er agiert unter dem Tarnmantel einer bürgerlichen Existenz. Seine Frau hat sich die längste Zeit eingeredet, er habe geheimdienstliche Aufgaben, wenn er aufbricht, um seinem Entführungsgeschäft nachzugehen. Seine Vorgehensweise ist immer die gleiche: Zunächst kundschaftet er ein Gebiet aus, dann erschleicht er sich das Vertrauen einer alleinstehenden, mittelalten, liebesbedürftigen Frau, um einen Unterschlupf zu haben. Dann sickert er chamäleonartig in eine Sekte ein, bevorzugt bei den Zeugen Jehovas. Er verschleppt stets zwei Kinder einer zahlungskräftigen Großfamilie, kassiert Lösegeld, bringt eines der beiden Kinder um und schickt das überlebende mit der Drohung nach Hause, er könne jederzeit wieder zuschlagen. Fünfzehn Jahre geht das schon so, unbemerkt ist es geblieben, weil keine der Familien je mit der Polizei Kontakt aufgenommen hat. Das Verschwinden des Kindes wurde vertuscht, Begründung: Verstoß aus der Religionsgemeinschaft. Der sechzigjährige Jussi Adler-Olsen hat eine Schwäche für Bibelzitate und für starke Frauen, diesmal ist es die zweiundfünfzigjährige Isabel, die dem Mörder erliegt, dann aber Verdacht schöpft und die Jagd eröffnet.“

## Wirtschaftlicher Erfolg
Mit dem Roman „Erlösung“ schaffte Jussi Adler-Olsen auf Anhieb den Sprung auf Platz Nummer 4 in der Spiegel-Bestsellerliste. Dort war er ab dem 4. Juli 2011 7 Wochen lang auf dem ersten Platz. In Deutschland hatte der dänische Autor innerhalb kurzer Zeit 1,6 Millionen Exemplare verkauft.

## Ausgaben
- Erlösung, Originalausgabe erschienen 2009 unter dem Titel Flaskepost fra P, deutsche Ausgabe erstmals 2011 bei dtv., Folge 3 der Carl-Mørck-Dezernat-Q-Serie, Taschenbuch: 592 Seiten, Deutscher Taschenbuch Verlag (1. Juli 2011), ISBN 978-3-423-24852-5.
- Erlösung, Hörbuch, Audio-CD, Der Audio Verlag, Dav (22. Juli 2011), Hörbuch, gelesen von Wolfram Koch (Bearbeitung: Annika Golsong, Regie Hannes Hametner, Berlin 2011), ISBN 978-3-86231-062-3.
- Erlösung, Kindle Edition, Deutscher Taschenbuch Verlag (1. Juli 2011), ISBN 3-423-24852-1.